# Brookfield (Connecticut)

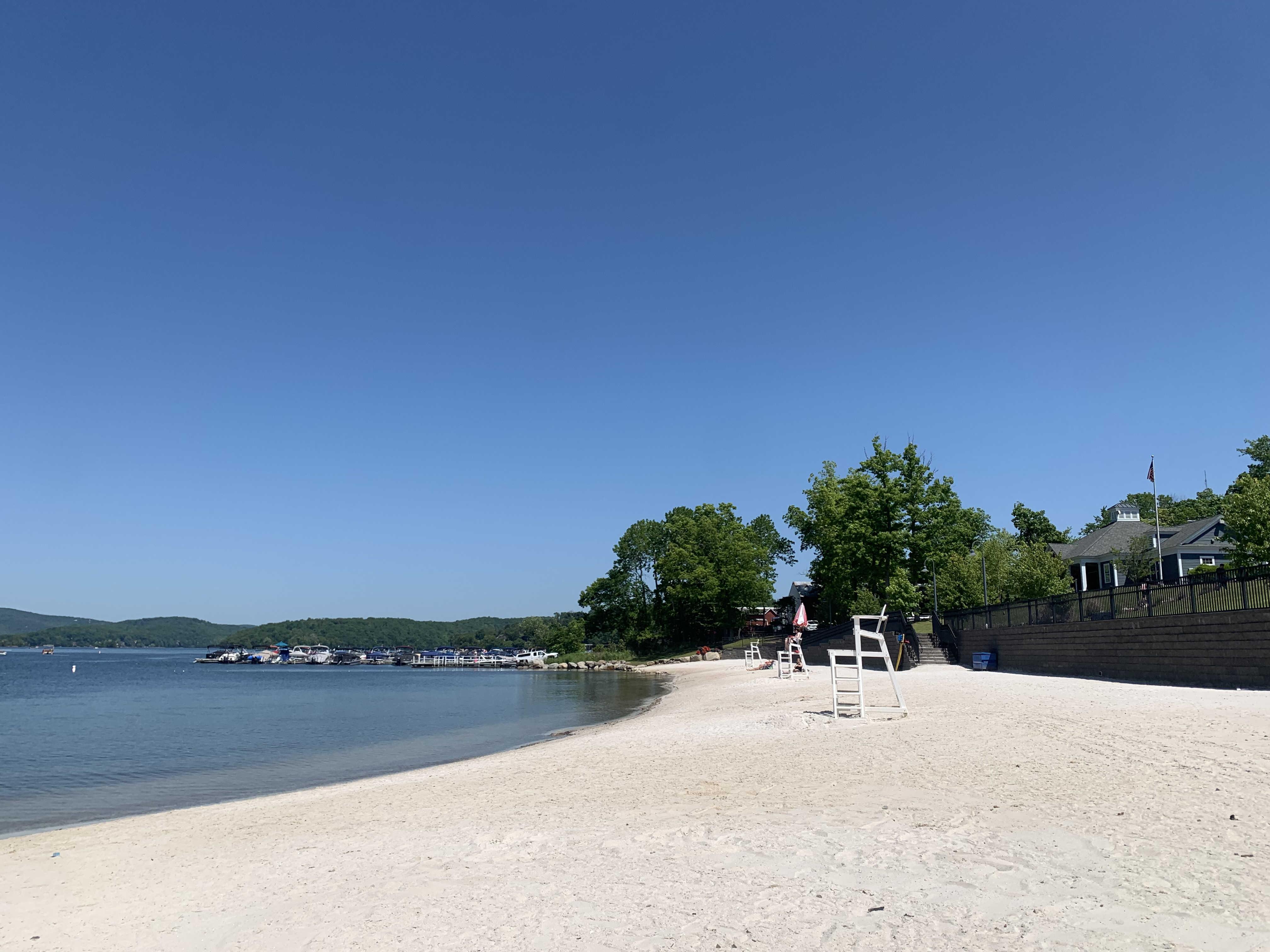
Playa del Municipio de Brookfield, sobre el lago Candlewood

Brookfield es un municipio ubicado en la región de Western Connecticut (en inglés, Western Connecticut Planning Region), Connecticut, Estados Unidos. Tiene una población estimada, a mediados de 2022, de 17 543 habitantes.
Fue parte del condado de Fairfield hasta su disolución el 6 de junio de 2022.
A lo largo de la década de 1970 y finales del siglo XX, Brookfield experimentó un incremento exponencial de su población. Esto se atribuye a que los neoyorquinos comenzaron a mudarse de la ciudad a los suburbios. El fenómeno creó un rápido desarrollo inmobiliario en Brookfield y la convirtió en una localidad popular para quienes trabajan en la ciudad de Nueva York y sus alrededores.

## Geografía
El municipio está ubicado en las coordenadas 42°10′51″N 72°6′28″O / 42.18083, -72.10778 (42.180807, -72.107888).

## Demografía
Según el censo de 2000, en ese momento los ingresos medios de los hogares del municipio eran de $119,370 y los ingresos medios de las familias eran de $136,682. Los hombres tenían ingresos medios por $91,396 frente a los $48,318 que percibían las mujeres. Los ingresos per cápita para el municipio eran de $ 58,715. Aproximadamente el 1.2% de las familias y el 2.3% de la población estaban por debajo del umbral de pobreza, incluyendo el 2.4% de los menores de 18 años y el 2.3% de los mayores de 65 años.
De acuerdo con la estimación 2017-2021 de la Oficina del Censo, los ingresos medios de los hogares del municipio son de $128,606 y los ingresos medios de las familias son de $140,196. Alrededor del 4.7% de la población está por debajo del umbral de pobreza, incluyendo el 5.2% de los menores de 18 años y el 5.0% de los mayores de 65 años.